# Dennis Ireland
Dennis Ireland, född den 19 november 1954 är en nyzeeländsk före detta roadracingförare som vann Belgiens Grand Prix 1979 när toppförarna säkerhetsstrejkade. 1982 vann han även Classic TT vid Isle of Man TT.

## Segrar 500GP
| Nr | Grand Prix | År   |
| -- | ---------- | ---- |
| 1  | Belgien    | 1979 |